# Opluridae
Gli Opluridi (Opluridae Moody, 1983) sono una famiglia di sauri endemici del Madagascar e delle isole Comore.

## Tassonomia
La famiglia comprende due generi e 7 specie:
- Chalarodon
  - Chalarodon madagascariensis (Peters, 1854)
- Oplurus
  - Oplurus cuvieri Gray, 1831
  - Oplurus cyclurus (Merrem, 1820)
  - Oplurus fierinensis Grandidier, 1869
  - Oplurus grandidieri (Mocquard, 1900)
  - Oplurus quadrimaculatus Duméril & Bibron, 1851
  - Oplurus saxicola Grandidier, 1869

In passato questo raggruppamento veniva inquadrato come una sottofamiglia (Oplurinae) della famiglia Iguanidae. Studi filogenetici hanno portato al suo inquadramento come famiglia a sé stante.